# Ronda 2 de GP2 Series de 2011
A Segunda Rodada da Temporada da GP2 Series de 2011 aconteceu no Circuit de Catalunya, na cidade espanhola de Montmeló. Aconteceu entre 20 e 22 de maio. A Primeira Corrida foi vencida pelo francês Charles Pic e a segunda pelo suíço Fabio Leimer.

## Classificatória
| Pos | No. | Piloto              | Time                    | Tempo     | Grid |
| --- | --- | ------------------- | ----------------------- | --------- | ---- |
| 1   | 5   | Jules Bianchi       | Lotus ART               | 1:30.369  | 111  |
| 2   | 4   | Giedo van der Garde | Barwa Addax Team        | 1:30.473  | 1    |
| 3   | 9   | Sam Bird            | iSport International    | 1:30.488  | 2    |
| 4   | 3   | Charles Pic         | Barwa Addax Team        | 1:30.616  | 3    |
| 5   | 11  | Romain Grosjean     | DAMS                    | 1:30.807  | 4    |
| 6   | 27  | Davide Valsecchi    | Team AirAsia            | 1:30.820  | 5    |
| 7   | 7   | Dani Clos           | Racing Engineering      | 1:30.927  | 6    |
| 8   | 10  | Marcus Ericsson     | iSport International    | 1:30.935  | 7    |
| 9   | 21  | Stefano Coletti     | Trident Racing          | 1:30.974  | 8    |
| 10  | 17  | Luca Filippi        | Super Nova Racing       | 1:31.084  | 9    |
| 11  | 24  | Max Chilton         | Carlin                  | 1:31.192  | 10   |
| 12  | 14  | Josef Král          | Arden International     | 1:31.447  | 12   |
| 13  | 26  | Luiz Razia          | Team AirAsia            | 1:31.513  | 13   |
| 14  | 18  | Michael Herck       | Scuderia Coloni         | 1:31.527  | 14   |
| 15  | 8   | Álvaro Parente      | Racing Engineering      | 1:31.636  | 15   |
| 16  | 6   | Esteban Gutiérrez   | Lotus ART               | 1:31.645  | 16   |
| 17  | 19  | Kevin Ceccon        | Scuderia Coloni         | 1:31.670  | 17   |
| 18  | 20  | Rodolfo González    | Trident Racing          | 1:31.694  | 18   |
| 19  | 22  | Kevin Mirocha       | Ocean Racing Technology | 1:31.757  | 19   |
| 20  | 12  | Pål Varhaug         | DAMS                    | 1:31.779  | 20   |
| 21  | 16  | Fairuz Fauzy        | Super Nova Racing       | 1:31.821  | 21   |
| 22  | 15  | Jolyon Palmer       | Arden International     | 1:31.822  | 22   |
| 23  | 25  | Mikhail Aleshin     | Carlin                  | 1:31.977  | 23   |
| 24  | 2   | Julián Leal         | Rapax                   | 1:32.934  | 252  |
| 25  | 23  | Johnny Cecotto, Jr. | Ocean Racing Technology | 1:33.246  | 24   |
| 26  | 1   | Fabio Leimer        | Rapax                   | sem tempo | 26   |

## Primeira Corrida
| Pos                                                                         | No. | Piloto              | Time                    | Voltas | Tempo           | Grid | Pontos |
| --------------------------------------------------------------------------- | --- | ------------------- | ----------------------- | ------ | --------------- | ---- | ------ |
| 1                                                                           | 3   | Charles Pic         | Barwa Addax Team        | 34     | 1:00:32.817     | 3    | 10     |
| 2                                                                           | 4   | Giedo van der Garde | Barwa Addax Team        | 34     | +1.444          | 1    | 8+2+1  |
| 3                                                                           | 9   | Sam Bird            | iSport International    | 34     | +2.773          | 2    | 6      |
| 4                                                                           | 27  | Davide Valsecchi    | Team AirAsia            | 34     | +10.011         | 5    | 5      |
| 5                                                                           | 10  | Marcus Ericsson     | iSport International    | 34     | +10.518         | 7    | 4      |
| 6                                                                           | 7   | Dani Clos           | Racing Engineering      | 34     | +16.534         | 6    | 3      |
| 7                                                                           | 5   | Jules Bianchi       | Lotus ART               | 34     | +16.979         | 11   | 2      |
| 8                                                                           | 1   | Fabio Leimer        | Rapax                   | 34     | +17.419         | 26   | 1      |
| 9                                                                           | 14  | Josef Král          | Arden International     | 34     | +21.726         | 12   |        |
| 10                                                                          | 21  | Stefano Coletti     | Trident Racing          | 34     | +24.492         | 8    |        |
| 11                                                                          | 8   | Álvaro Parente      | Racing Engineering      | 34     | +24.715         | 15   |        |
| 12                                                                          | 24  | Max Chilton         | Carlin                  | 34     | +25.349         | 10   |        |
| 13                                                                          | 16  | Fairuz Fauzy        | Super Nova Racing       | 34     | +25.841         | 21   |        |
| 14                                                                          | 23  | Johnny Cecotto, Jr. | Ocean Racing Technology | 34     | +28.469         | 24   |        |
| 15                                                                          | 12  | Pål Varhaug         | DAMS                    | 34     | +35.890         | 20   |        |
| 16                                                                          | 25  | Mikhail Aleshin     | Carlin                  | 34     | +37.837         | 23   |        |
| 17                                                                          | 2   | Julián Leal         | Rapax                   | 34     | +38.135         | 25   |        |
| 18                                                                          | 15  | Jolyon Palmer       | Arden International     | 34     | +38.723         | 22   |        |
| 19                                                                          | 19  | Kevin Ceccon        | Scuderia Coloni         | 34     | +39.033         | 17   |        |
| 20                                                                          | 20  | Rodolfo González    | Trident Racing          | 34     | +41.999         | 18   |        |
| 21                                                                          | 22  | Kevin Mirocha       | Ocean Racing Technology | 33     | Se Retirou      | 19   |        |
| Ret                                                                         | 18  | Michael Herck       | Scuderia Coloni         | 21     | Colisão         | 14   |        |
| Ret                                                                         | 6   | Esteban Gutiérrez   | Lotus ART               | 21     | Colisão         | 16   |        |
| Ret                                                                         | 26  | Luiz Razia          | Team AirAsia            | 11     | Se Retirou      | 13   |        |
| Ret                                                                         | 17  | Luca Filippi        | Super Nova Racing       | 0      | Colisão         | 9    |        |
| DSQ                                                                         | 11  | Romain Grosjean     | DAMS                    | 34     | Desclassificado | 4    |        |
| Volta mai rápida: Giedo van der Garde (Barwa Addax Team) 1:33.959 (volta 6) |     |                     |                         |        |                 |      |        |

## Segunda Corrida
| Pos                                                                   | No. | Piloto              | Time                    | Voltas | Tempo      | Grid | Pontos |
| --------------------------------------------------------------------- | --- | ------------------- | ----------------------- | ------ | ---------- | ---- | ------ |
| 1                                                                     | 1   | Fabio Leimer        | Rapax                   | 26     | 45:26.885  | 1    | 6+1    |
| 2                                                                     | 7   | Dani Clos           | Racing Engineering      | 26     | +10.190    | 3    | 5      |
| 3                                                                     | 10  | Marcus Ericsson     | iSport International    | 26     | +20.711    | 4    | 4      |
| 4                                                                     | 27  | Davide Valsecchi    | Team AirAsia            | 26     | +20.926    | 5    | 3      |
| 5                                                                     | 9   | Sam Bird            | iSport International    | 26     | +27.339    | 6    | 2      |
| 6                                                                     | 16  | Fairuz Fauzy        | Super Nova Racing       | 26     | +38.974    | 13   | 1      |
| 7                                                                     | 8   | Álvaro Parente      | Racing Engineering      | 26     | +40.280    | 11   |        |
| 8                                                                     | 12  | Pål Varhaug         | DAMS                    | 26     | +41.855    | 15   |        |
| 9                                                                     | 11  | Romain Grosjean     | DAMS                    | 26     | +41.925    | 26   |        |
| 10                                                                    | 20  | Rodolfo González    | Trident Racing          | 26     | +51.503    | 20   |        |
| 11                                                                    | 24  | Max Chilton         | Carlin                  | 26     | +52.553    | 12   |        |
| 12                                                                    | 6   | Esteban Gutiérrez   | Lotus ART               | 26     | +1:02.219  | 254  |        |
| 13                                                                    | 23  | Johnny Cecotto, Jr. | Ocean Racing Technology | 26     | +1:03.298  | 14   |        |
| 14                                                                    | 2   | Julián Leal         | Rapax                   | 26     | +1:03.416  | 17   |        |
| 15                                                                    | 19  | Kevin Ceccon        | Scuderia Coloni         | 26     | +1:03.604  | 19   |        |
| 16                                                                    | 22  | Kevin Mirocha       | Ocean Racing Technology | 26     | +1:04.895  | 21   |        |
| 17                                                                    | 15  | Jolyon Palmer       | Arden International     | 26     | +1:05.099  | 18   |        |
| 18                                                                    | 25  | Mikhail Aleshin     | Carlin                  | 26     | +1:19.938  | 16   |        |
| 19                                                                    | 3   | Charles Pic         | Barwa Addax Team        | 26     | +1:26.905  | 8    |        |
| 20                                                                    | 21  | Stefano Coletti     | Trident Racing          | 24     | Colisão    | 10   |        |
| 21                                                                    | 14  | Josef Král          | Arden International     | 24     | Colisão    | 9    |        |
| Ret                                                                   | 26  | Luiz Razia          | Team AirAsia            | 22     | Se Retirou | 23   |        |
| Ret                                                                   | 17  | Luca Filippi        | Super Nova Racing       | 21     | Colisão    | 24   |        |
| Ret                                                                   | 18  | Michael Herck       | Scuderia Coloni         | 12     | Colisão    | 22   |        |
| Ret                                                                   | 5   | Jules Bianchi       | Lotus ART               | 0      | Colisão    | 2    |        |
| Ret                                                                   | 4   | Giedo van der Garde | Barwa Addax Team        | 0      | Colisão    | 7    |        |
| volta mais rápida: Charles Pic (Barwa Addax Team) 1:33.725 (volta 21) |     |                     |                         |        |            |      |        |

## Classificação após a corrida
| Pos | Pilotos             | Pontos |
| --- | ------------------- | ------ |
| 1   | Giedo van der Garde | 21     |
| 2   | Sam Bird            | 21     |
| 3   | Charles Pic         | 15     |
| 4   | Romain Grosjean     | 13     |
| 5   | Stefano Coletti     | 10     |

| Pos | Time                 | Pontos |
| --- | -------------------- | ------ |
| 1   | Barwa Addax Team     | 36     |
| 2   | iSport International | 29     |
| 3   | DAMS                 | 13     |
| 4   | Team AirAsia         | 11     |
| 5   | Trident Racing       | 10     |